# Glory to the Brave
Glory To The Brave (Слава Храбрецам!) — дебютный альбом шведской пауэр-метал-группы HammerFall. Материал для альбома записан в основном в стиле, характерном для пауэр/спид метала конца 80-х/начала 90-х, но, несмотря на это, альбом был очень тепло встречен публикой и многими скандинавскими журналами[какими?] был признан «альбомом месяца».
Композиция «Steel Meets Steel» повествует о взятии Иерусалима во времена Крестовых походов. Заглавную песню альбома — «Glory To The Brave» — Канс посвятил своему деду и всем «давно потерянным друзьям, которые покинули нас слишком рано».

## Состав группы
- Йоаким Канс (Joacim Cans) — вокал, гармония
- Оскар Дроньяк (Oscar Dronjak) — гитара, бэк-вокал
- Glenn Ljungstrom — гитара
- Фредрик Ларссон (Fredrik Larsson) — бас-гитара, бэк-вокал
- Jesper Stromblad — ударные

## Приглашённые музыканты
- Патрик Рэфлинг (Patrik Räfling) — ударные
- Стефан Эльмгрен (Stefan Elmgren) — лидер- и акустическая гитары
- Mats Hansson — лидер-гитара
- Fredrik Nordstrom — фортепиано, клавишные, бэк-вокал
- Niklas Isfalt — бэк-гармония
- Hans Bjork — бэк-вокал

## Список композиций
1. The Dragon Lies Bleeding (Дракон Лежит, Истекая Кровью) — 04:22
2. The Metal Age (Век Металла) — 04:28
3. HammerFall (МолотоПад) — 04:47
4. I Believe (Я Верю) — 04:53
5. Child Of The Damned (Warlord cover) (Дитя Проклятых) — 03:42
6. Steel Meets Steel (Сталь Бьет О Сталь) — 04:02
7. Stone Cold (Ледяной) — 05:43
8. Unchained (Освобожденный) — 05:38
9. Glory To The Brave (Слава Храбрецам!) — 07:22

## Бонус-треки
1. Always Will Be (Acoustic Version) — 04:47
2. Breaking The Law (Judas Priest cover) — 02:13
3. Steel Meets Steel (Live) — 04:34

## Синглы
- Glory to the Brave (1997)